# Infurcitinea roesslerella
Infurcitinea roesslerella is een vlinder uit de familie Meessiidae. De wetenschappelijke naam van deze soort is voor het eerst voorgesteld als Tinea roesslerella door Carl Heinrich Georg von Heyden in een publicatie uit 1865. De soort is vernoemd naar de Duitse entomoloog Adolph Roessler (1814-1885).
De soort komt voor in België, Luxemburg, Duitsland, Polen, Frankrijk, Andorra, Zwitserland, Oostenrijk, Hongarije, Spanje, Italië, Bosnië en Herzegovina en Europees Rusland.